# 載茯
奉恩輔國公載茯（1809年11月1日—1862年10月30日），奉恩輔國公奕禮第一子，母妻富察氏，其父為保倫，恆親王系第十代。
他在嘉慶十四年九月（1809年）出生，道光十八年十二月（合1839年）受封二等輔國將軍，至道光二十九年七月（1849年）接替父親成為恆親王第十代，但因為恆親王並非世襲罔替的爵位，因此他的封爵只是奉恩輔國公。
同治元年九月（1862年），他去世，虛歲五十四歲，由長子溥泉承襲恆親王系第十一代，不過需遞降為不入八分輔國公襲封。